# برتون (کارولینای جنوبی)
برتون(به انگلیسی: Burton) شهری در ایالت کارولینای جنوبی کشور ایالات متحده آمریکا است که جمعیت آن در سرشماری سال ۲۰۱۰ میلادی، ۶٬۹۷۶ نفر بوده‌است.